# Franz Böns
Franz Böns (* 2. Juni 1847 in Kleinkaudern; † 21. Dezember 1930 ebenda) war ein österreichisch-tschechoslowakischer Landwirt und Politiker. Er war Mitglied des Reichsrates und Abgeordneter des Böhmischen Landtags.

## Leben und Wirken
Er war der Sohn des Landwirts Stephan Böns. Nach dem Besuch der Volksschule blieb er zunächst auf dem väterlichen Bauernhof und half in der Landwirtschaft. In den 1870er Jahren beteiligte er sich an der Gründung des „Landwirtschaftlichen Bezirksvereins Aussig“. Nachdem der erste Vereinsobmann Ruß zurückgetreten war, übernahm den Vereinsvorsitz Graf Kolowrat, dessen Obmannstellvertreter Böns wurde. Drei Jahre später wurde Böns Nachfolger von Graf Kolowrat als Vereinsobmann. Außerdem war Böns 1897 Gründungsmitglied des Landwirtschaftlichen Spar- und Vorschußvereins Arnsdorf, dessen Vorsitzender er bis 1911 war.
1879 wurde er bei der Ersatzwahl 1879 zur Landtagswahl von 1878 in den Landtag des Königreichs Böhmen gewählt. Als 1880 die deutschen Abgeordneten aufgrund von Auseinandersetzungen mit den Tschechen aus dem Landeskulturrat austraten, beteiligte sich Böns an der Gründung des Landwirtschaftlichen Zentralverbandes in Böhmen.
1889 kehrte Böns in den Landtag zurück und wurde im gleichen Jahr in den österreichischen Reichsrat gewählt. 1897 trat er nicht mehr zur Wiederwahl an. In den folgenden Jahren zog er sich auf sein Bauerngut zurück und widmete sich über 30 Jahre bis zu seinem Tod 1930 wieder dem Betrieb der Landwirtschaft. Er wurde auf dem Friedhof von Arnsdorf beigesetzt.
Sein Sohn Emil Böns starb während des Ersten Weltkriegs in serbischer Gefangenschaft.